# Yi-Chen Lin
Yi-Chen Lin (geboren in Taipeh) ist eine taiwanische Dirigentin, und mit Stand 2023 Kapellmeisterin an der Deutschen Oper Berlin.

## Werdegang
Yi-Chen Lin entstammt einer Musikerfamilie aus Taipei, Taiwan. Im Alter von acht Jahren übersiedelte sie nach Wien, wo sie ihre musikalische  Ausbildung absolvierte – zunächst als Geigerin und Pianistin, danach auch als Dirigentin. Sie arbeitete unter anderem mit Bertrand de Billy, Bernard Haitink, Zubin Mehta und David Zinman zusammen.
Ihr Debüt als Dirigentin erfolgte 2009 am Pult des ORF Radio-Symphonieorchester im Goldenen Saal des Wiener Musikvereins. Seither führten sie Konzerteinladungen nach Italien, Spanien, Portugal, Slowenien, Deutschland und Österreich. Sie leitete das Tonhalle-Orchester Zürich, das hr-Sinfonieorchester, das SWR Symphonieorchester, das Orchestra Filarmonica del Teatro Comunale di Bologna, die Slowenische Philharmonie und das RTV Slovenia Symphony Orchestra, das Orquestra Simfònica de Barcelona i Nacional de Catalunya, das Orquestra Gulbenkian von Lissabon, das Baskische Nationalorchester und das Orquesta Sinfónica de Tenerife. Weitere Verpflichtungen führten sie zu den Düsseldorfer Symphonikern, zum Orchester der Opéra National de Montpellier und mehrfach zum Orquesta Sinfónica RTVE de Madrid. 
Seit der Spielzeit 2020/21 ist Yi-Chen Lin als Musikalische Assistentin des GMD Donald Runnicles und als Kapellmeisterin an der Deutschen Oper Berlin verpflichtet. Sie debütierte dort mit der Neueinstudierung von Mark-Anthony Turnages Greek. In der Folge wurde und wird sie als Dirigentin zahlreicher Repertoire-Vorstellungen eingesetzt, darunter Carmen, Die Zauberflöte, Die Fledermaus, Il barbiere di Siviglia sowie die Verdi-Opern Simon Boccanegra und Un ballo in maschera. Sie ist erst die zweite Dirigentin mit Festanstellung in Berlin.
Als Operndirigentin gastierte Yi-Chen Lin an der Königlichen Oper von Kopenhagen und am Teatro de la Zarzuela in Madrid (in beiden Häusern mit Carmen), an der Oper Frankfurt (mit Die Kluge und Der Zar läßt sich photographieren), am Staatstheater Stuttgart (mit Don Giovanni), am Teatro Comunale di Bologna (mit Le nozze di Figaro) sowie 2022 und 2023 bei den Bregenzer Festspielen als Zweitbesetzung der Madame Butterfly auf der Seebühne. Weiters gastierte sie beim Rossini Opera Festival Pesaro in Pesaro, in San Sebastián, San Lorenzo, auf Mallorca und auf Teneriffa.
2024 wurde ihr das Dirigat der Hausoper bei den Bregenzer Festspielen anvertraut, Tancredi von Gioachino Rossini. Es inszenierte Jan Philipp Gloger, die Hauptrollen sangen Anna Goryachova und Mélissa Petit.